# 小行星8143
小行星8143（英語：8143 Nezval）是一颗围绕太阳公转的小行星。1982年11月11日，安東寧·姆爾科斯在克列特发现了此天体。
这颗小行星的绝对星等为21.91681等。